# Streek-GR Hageland

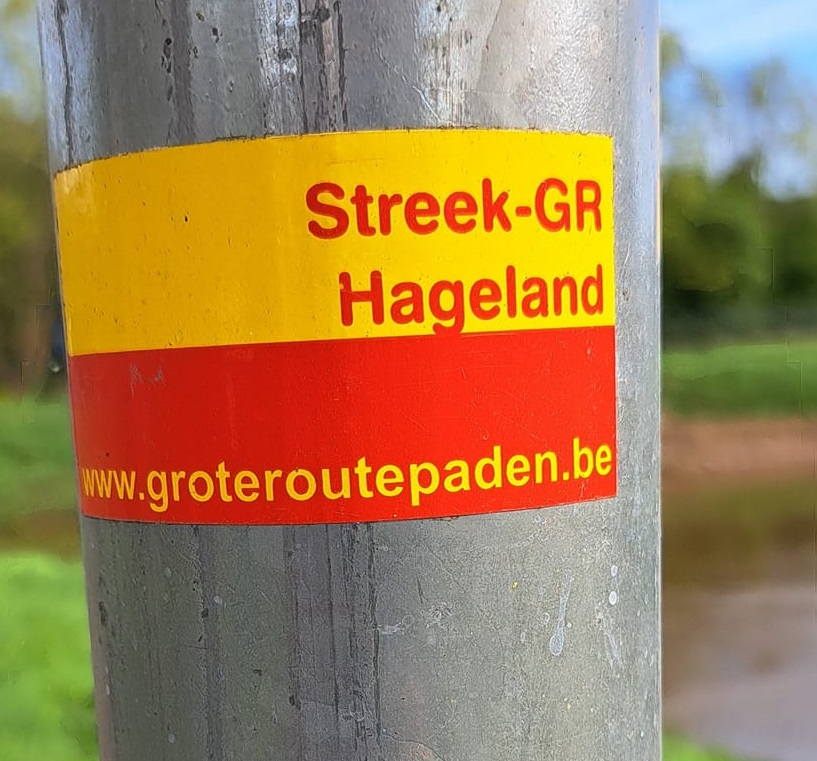

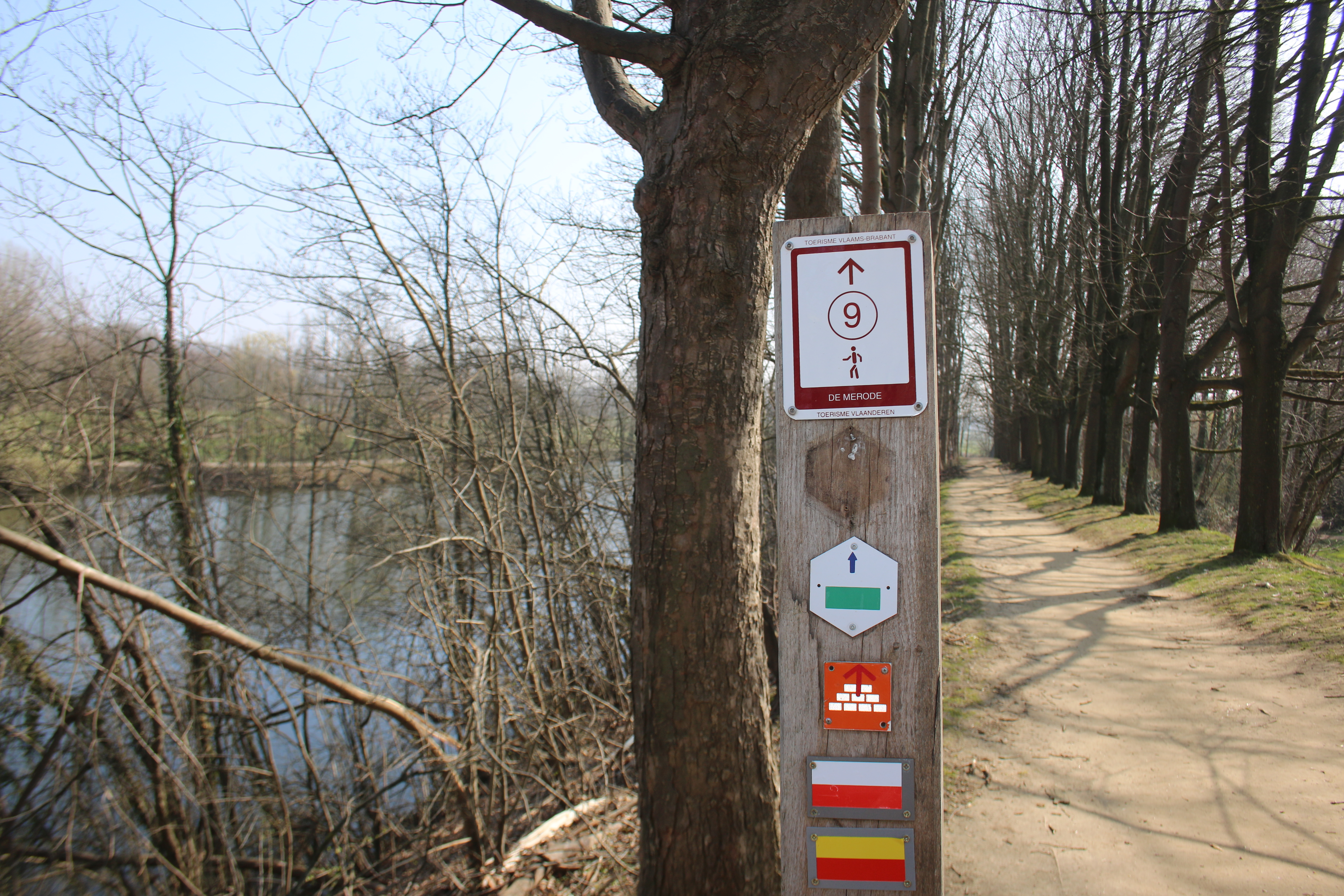
Streek-GR Hageland in Diest

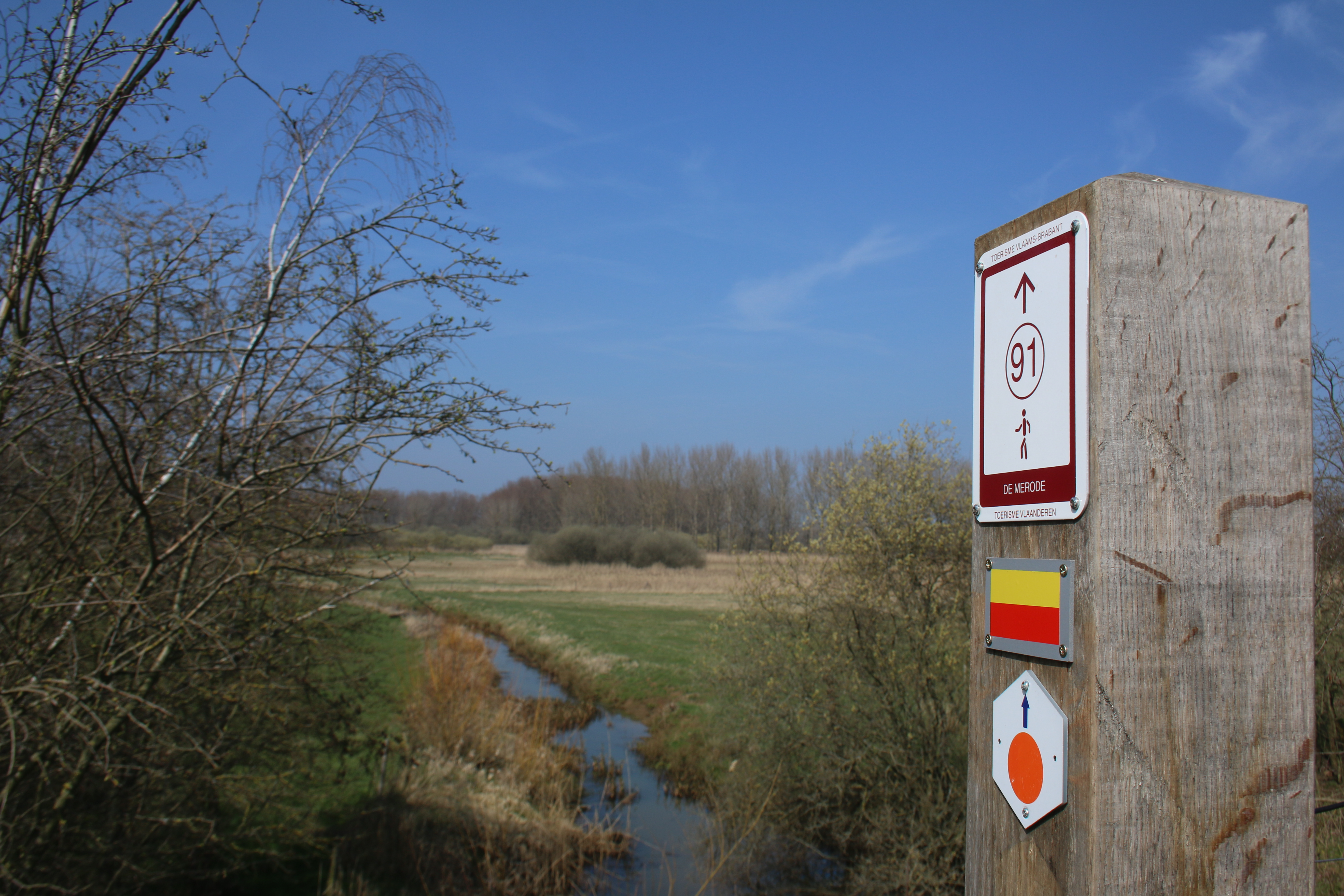
Streek-GR Hageland in Webbekoms Broek

De Streek-GR Hageland is een GR-pad in het Belgische Hageland (circa 159 kilometer). Het lusvormige streekpad is bewegwijzerd met geel-rode markeringen (en wit-rode waar ze met een andere GR samenloopt). De route loopt onder andere langs Abdij van Park, Het Vinne, kasteel van Horst, Wijngaardberg, Beninksberg, Chartreuzenbos, 's Hertogenmolens, Demerbroeken, Webbekoms Broek, begijnhof Diest, stadhuis van Zoutleeuw.